# Det var dans bort i vägen (film)
Det var dans bort i vägen är en svensk kortfilm  från 1953 i regi av Arne Mattsson.

## Handling
Filmen är en filmatisering av Gustaf Frödings dikt från 1891 med samma namn.

## Om filmen
Filmen premiärvisades på biograf Grand i Stockholm 23 oktober 1953. Den spelades in sommaren 1952 vid Uppsala högar, Gamla Uppsala. Tonsättningen av dikten gjordes av Helfrid Lambert 1899 och i filmen framförs sången av Sonja Stjernquist. 

## Rollista i urval
- Sonja Stjernquist - sångerskan
- Ingemar Holde - bondpojke
- Folke Sundquist - dansande
- Barbro Larsson - dansande
- Erik Hell - dansande
- Ulla-Bella Fridh - dansande
- Nils Hallberg - flöjtisten
- Carl-Gustaf Lindstedt - dragspelaren
- Birger Åsander - dansande
- Iréne Gleston - dansande

## Musik i filmen
- Det var dans bort i vägen, kompositör Helfrid Lambert, text Gustaf Fröding, sång Sonja Stjernquist